# クロウメモドキ属
クロウメモドキ属（クロウメモドキぞく、学名：Rhamnus L. (1753)）は、クロウメモドキ科の属の一つ。

## 特徴
落葉もしくは常緑の直立する低木または高木。長枝の先が刺になるものがあり、短枝をもつものがある。葉は単葉で、互生またはやや対生し、まれに正しく対生し、縁は鋸歯縁、まれに全縁になり、葉脈は羽状脈になる。托葉は小型で、ふつう早落するが、まれに宿存する。花はふつう単性で雌雄異株、まれに雑居生で、ふつう4数性、まれに5数性からなり、小型で黄緑色、帯白色になる。花序はふつう腋生の集散花序になるが、葉腋に束生するか、枝に沿って総状から円錐状に配列するなど変化が多い。萼筒（花托）は鐘形または漏斗形になり、萼裂片は三角形で、内面に中脈があり隆起する。花弁は萼裂片より小さく、強く内側に巻き、基部は爪になって萼筒の縁につく。花弁が無いことがある。雄蕊は花弁と離生し、花弁に抱かれる。子房は上位で、球形、2-4室あり、各室に胚珠が1個あり、花柱は2-4裂する。果実は倒卵状球形の小核果で、黒色に熟す種が多い。果実中に2-4個の小核があり、その中に種子が1個ある。種子は倒卵形で、ふつう背側に縦状の溝があるが、それが無いものもある。

## 分類
イソノキ Frangula crenata を含むイソノキ属に属する種をこの属に含める見解があるが、花が両性で5数性を基本とすること、冬芽が鱗片を欠く裸芽であること、子葉の発芽が地中性であることが異なり、本稿では別属として扱う。

## 分布
世界に約70種ある。北半球の温帯に多く、南アメリカ、南アフリカにも分布する。

## 名前の由来
属名 Rhamnus は、ギリシア古名で rhamnos の「とげのある低木」に由来する。ケルト語で rham は「灌木」のことをいう。

## 種

### 日本に分布、帰化する種
- タイシャククロウメモドキ Rhamnus chugokuensis Hatus.[6] - 低木で、今年生の長枝は暗紫色、長枝の先は長い刺になる。長枝の葉は対生またはやや対生し、長さ5cm、幅2-2.75cm、単枝の葉は数個叢生し、葉の縁に不明瞭な波状低鋸歯があり、葉の側脈は3-4対あり、狭角に出て上向に湾曲する。果柄は長さ1.5-6mmと短い。本州の広島県東部と岡山県西部に稀に分布する[3]。
- クロカンバ Rhamnus costata Maxim.[7] - 黒樺[4]。低木または小高木で、長枝の先は刺にならない。葉は対生し、大きく、長さ8-17cm、葉の側脈は17-23対あって広く開いて平行する。花は葉腋に束生する[3]。日本固有種[8]。本州（主に岩手・秋田県以南[9]）、四国、九州に分布し、山地、岩礫地に[3]、しばしば石灰岩地に生育する[2]。
- クロツバラ Rhamnus davurica Pall. var. nipponica Makino[10] - 低木または小高木で、長枝の先は刺になる。葉は対生またはやや対生し、長さ5-12cm、葉の側脈は4-5対あって鋭角に上に向かう。花は葉腋に束生する。本州の中部地方以北に分布し、山地、高原に生育する[3]。
- ミヤマハンモドキ Rhamnus ishidae Miyabe et Kudô[11] - 深山榛擬[4]。匍匐性の低木で、長枝の先は刺にならない。葉は互生し、長さ4-8cm、葉の側脈は6-10対ある。雄花は葉腋に単生し、雌花は束生する[3]。日本固有種[8]。北海道の夕張岳、日高山脈に分布し、高山帯の蛇紋岩地に生育する[4]。絶滅危惧IB類 (EN)（環境省）[12]。
- クロウメモドキ Rhamnus japonica Maxim. var. decipiens Maxim.[13] - 黒梅擬[4]。低木または小高木で、よく分枝し、長枝の先は刺になる。葉は対生またはやや対生し、長さ2-7cm、幅1-3cm、縁は鈍鋸歯、葉の側脈は3-4対ある。花は葉腋に束生する。花柄は長さ4-6mm[3]。日本固有種[8]。本州、四国、九州に分布し、山地に生育する[3]。石灰岩地に多い[2]。
  - エゾノクロウメモドキ Rhamnus japonica Maxim. var. japonica[14] - クロウメモドキの分類上の基本変種。葉が多きく、長さ5-10cm。北海道から本州の日本海側に分部し、鳥取県まで及ぶ[3]。
  - コバノクロウメモドキ Rhamnus japonica Maxim. var. microphylla H.Hara.[15] - 葉が小さい。本州の東海地方以西、四国、九州に分布し、石灰岩地や蛇紋岩地に見られる矮小型[3]。
- ヒメクロウメモドキ Rhamnus kanagusukui Makino[16] - 低木で、長枝の先は刺になる。葉はやや対生し、革質、厚くて硬く、小型で長さ1-4cm、葉の側脈は2-3対ある。花は葉腋に単生する。沖縄島万座毛海岸の断崖に産する[3]。絶滅危惧IA類 (CR)（環境省）[12]。国内希少野生動植物種に指定[17]。台湾にも分布する[8]。
- リュウキュウクロウメモドキ Rhamnus liukiuensis (E.H.Wilson) Koidz.[18] - 小高木で、長枝の先は刺にならない。葉は互生またはやや対生し、長さ5-8cm、葉の側脈は4-5対あり、弧状に湾曲する。花は長枝に基部に1-5個腋生するか、短枝に群がりつく[3]。日本固有種[8]。鹿児島県トカラ列島悪石島および奄美大島以南の琉球に分布する[3]。
- シーボルトノキ Rhamnus utilis Decne.[19] - 中国原産の小高木で、長枝の先は刺になる。葉は対生またはやや対生し、大型で、長さ16cmに達する。長崎の出島の、シーボルトの庭で栽培されていたのでこの名前がある。現在でも、長崎市付近で稀にみられる[3]。
- クニガミクロウメモドキ Rhamnus × calcicole Hatus.[20] - ヒメクロウメモドキとリュウキュウクロウメモドキの交雑種[3]。
- キビノクロウメモドキ Rhamnus yoshinoi Makino[21] - 低木または小高木で、長枝の先は刺になる。葉は互生ときにやや対生し、長さ3-8cm、幅2-4cm、縁に細かな鈍鋸歯があり、葉の側脈は4-5対ある。花は長枝の基部に少数個が腋生し、短枝にも群がる。雌花の花柄は長さ9-13mm。果柄は長さ10-18mmと長い。本州の中国地方、四国、九州に分布し[3]、石灰岩地に生育する[2]。朝鮮半島、中国大陸東北部にも分布する[3]。絶滅危惧II類 (VU)（環境省）[12]。

### 上記以外の主な種
- ウメバクロツバラ Rhamnus arguta Maxim.[22] - 中国大陸に分布[23]。
- セイスイクロウメモドキRhamnus chingshuiensis T.Shimizu[24] - 台湾に分布[25]。
- イヌクロウメモドキ Rhamnus diamantiaca Nakai[26] - 朝鮮半島に分布[27]。
- シマクロウメモドキ Rhamnus formosana Matsum.[28] - 台湾に分布[29]。
- マルバクロウメモドキ Rhamnus koraiensis C.K.Schneid.[30] - 朝鮮半島に分布[31]。
- ナカハラクロウメモドキRhamnus nakaharae (Hayata) Hayata[32] - 台湾に分布[3][33]。
- ナガミノクロツバラ Rhamnus shozyoensis Nakai[34] - 朝鮮半島に分布[34]。
- サイシュウクロツバラ Rhamnus taquetii (H.Lév.) H.Lév.[35] - 朝鮮半島に分布[35]。